# Jan Bieniek
Jan Bieniek (* 1947) ist ein ehemaliger polnischer Skispringer.

## Werdegang
Bieniek startete von 1969 bis 1971 bei der Vierschanzentournee. Bei der Vierschanzentournee 1969/70 sprang er in Oberstdorf auf der Schattenbergschanze auf Rang 74 und landete auf der Großen Olympiaschanze in Garmisch-Partenkirchen auf Rang 66. Nachdem er schließlich in Innsbruck nicht über Rang 87 hinausgekommen war, beendete er seine Tournee schon nach drei Springen und belegte am Ende Rang 83 der Gesamtwertung. Nur wenige Wochen später erreichte er in Zakopane mit dem zweiten Platz von der Normalschanze bei den Polnischen Meisterschaften seinen größten nationalen Erfolg. Bei der Vierschanzentournee 1970/71 konnte er sich in Oberstdorf mit Rang 27 überraschend gut platzieren. Nach Platz 45 in Garmisch landete er in Innsbruck von der Bergiselschanze gar auf Rang 18, was sein bestes Einzelresultat der Karriere im Rahmen der Vierschanzentournee darstellte. Nachdem er in Bischofshofen auf der Paul-Außerleitner-Schanze auf Rang 68 landete, beendete er die Tournee auf Platz 41 der Tournee-Gesamtwertung.

## Statistik

### Vierschanzentournee-Platzierungen
| Saison  | Platz | Punkte |
| ------- | ----- | ------ |
| 1969/70 | 83.   | 493,7  |
| 1970/71 | 41.   | 755,1  |